# Livinallongo del Col di Lana
Livinallongo del Col di Lana är en ort och kommun i provinsen Belluno i regionen Veneto i Italien. Kommunen hade 1 292 invånare (2018).